# スユアの波
『スユアの波』（スユアのなみ）は、松任谷由実（ユーミン）の29枚目のオリジナルアルバム。1997年12月5日に東芝EMIからリリースされた（TOCT-10001）。1998年1月9日から7月12日まで、『LEGEND OF THE ZUVUYA』コンサートツアーが行われた。

## 解説
- 英語のタイトルはWAVE OF THE ZUVUYA。タイトルの「スユア（ZUVUYA）」とは古代マヤ人の言葉で、時空を超えることの出来る波を指す。このアルバムのコンセプトはジャケットのサーフボードから見られるように「サーフィン」だが、サーフィンには「ネットサーフィン」などのサーフィンという言葉に秘められた精神的なものも含まれていて、時間をかける、いつでも青春していた時代に戻れるというユーミンの願望が込められている[注釈 1]。なお、仮に付けられていたアルバムタイトルは「時空のサーファー」。
- この年の2月に前年発売される予定だったオリジナルアルバムが発売されたため、1983年以来1年に2枚のアルバムを発売する結果となった。
- ジャケットに登場するサーフボードは、イラストレーターの下條ユリが製作した。
- オリコン週間アルバムチャートでは河村隆一の『Love』に阻まれ2位となり、『昨晩お会いしましょう』（1981年）から前作『Cowgirl Dreamin'』まで17年間続いた17枚連続1位記録が途絶えた。以後、オリジナルアルバムでの1位獲得は2016年の『宇宙図書館』まで19年間途絶えることになる。

## 収録曲

### CD
| 全作詞・作曲: 松任谷由実。 | |            |            |                       |      |
| #                          | タイトル                                                                                           | 作詞       | 作曲・編曲 | 編曲                  | 時間 |
| 1.                         | 「セイレーン -Siren-」                                                                             | 松任谷由実 | 松任谷由実 | 松任谷正隆            | 5:03 |
| 2.                         | 「Sunny day Holiday (album version)」                                                              | 松任谷由実 | 松任谷由実 | 松任谷正隆            | 5:00 |
| 3.                         | 「夢の中で〜We are not alone, forever -In My Dreams ~ We Are Not Alone, Forever- (album version)」 | 松任谷由実 | 松任谷由実 | 松任谷正隆            | 4:37 |
| 4.                         | 「きみなき世界 -The World Without You-」                                                           | 松任谷由実 | 松任谷由実 | 松任谷正隆            | 5:25 |
| 5.                         | 「パーティーへ行こう -Let's Go To the Party-」                                                     | 松任谷由実 | 松任谷由実 | 松任谷正隆            | 3:51 |
| 6.                         | 「人生ほど素敵なショーはない -There's No Show Like Life-」                                         | 松任谷由実 | 松任谷由実 | 松任谷正隆、Jerry Hey | 4:42 |
| 7.                         | 「結婚式をブッ飛ばせ -Crashing My Own Wedding-」                                                   | 松任谷由実 | 松任谷由実 | 松任谷正隆            | 4:32 |
| 8.                         | 「時のカンツォーネ -Canzone For a Time Traveler- (album version)」                                 | 松任谷由実 | 松任谷由実 | 松任谷正隆            | 3:58 |
| 9.                         | 「Woman」                                                                                          | 松任谷由実 | 松任谷由実 | 松任谷正隆            | 4:03 |
| 10.                        | 「Saint of Love」                                                                                  | 松任谷由実 | 松任谷由実 | 松任谷正隆、Jerry Hey | 6:32 |

### 楽曲解説
1. セイレーン
ハワイを舞台にしている。1998年のベストアルバム投票キャンペーンで応募者に「セイレーン賞」としてハワイ旅行がプレゼントされた。
2. Sunny day Holiday
1997年のフジテレビ系ドラマ『成田離婚』（主演・草彅剛、瀬戸朝香、深津絵里）のテーマソングとなった先行シングル。表記はないがシングルとヴァージョンが異なり、Mix、最後のサビの歌詞とコーラスが変更されている。ベストアルバム初収録となった『日本の恋と、ユーミンと。』にはこちらのバージョンが収録。アルバムのCMの際にこの曲にあわせて前出の下條ユリ製作のサーフボードが登場した。
3. 夢の中で〜We are not alone, forever
1997年に公開された『時をかける少女』の主題歌。前出の『Sunny day Holiday』の2曲目だが、アルバムに収録されている作品は、Mixと1番のAメロの歌詞の一部が変更されているアルバムヴァージョン。シングル収録作品には[映画ヴァージョン]と記載。
4. きみなき世界
レゲエのリズムを取り入れており、歌唱はファルセットが多用されている。1998年のベストおよび2018年の自薦ベスト『ユーミンからの、恋のうた。』にも収録された。
5. パーティーへ行こう
1997年苗場プリンスホテルCMソング[2]
6. 人生ほど素敵なショーはない
7. 結婚式をブッ飛ばせ
LEGEND OF THE ZUVUYA TOURではウェディングドレス姿のユーミンが大口広げてベロを出す演出から曲が始まる。この時のポーズは2011年に発売されたフォトストーリー本『THE YUMING』のYUMING BOX限定カバーの表紙にも使われている。
8. 時のカンツォーネ
1983年に原田知世に提供し自らも歌った「時をかける少女」の歌詞を一部改変してさらにまったく異なるメロディを付けた。「夢の中で」と同じく1997年に公開された『時をかける少女』の主題歌。サウンドトラック収録作品には[映画ヴァージョン]と記載。
9. Woman
2003年『Yuming Compositions : FACES』に収録されている、薬師丸ひろ子に呉田軽穂として提供した「Woman "Wの悲劇"より」とは別作品。
10. Saint of Love
イントロや間奏で流れているのは、モンゴルの喉歌、ホーミーである。アウトロでは一転してゴスペル風のコーラスが導入されている。

## 参加ミュージシャン
- キーボード&プログラミング：松任谷正隆
- シンセサイザー・プログラミング：山中雅文
- ドラム：Mike Baird (#2) / John Robinson (#4,#5,#7～#9)
- ベース：Leland Sklar (#2,#7,#10) / Neil Stubenshaus (#1,#5,#8) / Nathan East (#4,#6,#9)
- エレクトリック・ギター：Dean Parks (#1,#2,#5,#7,#9,#10) / Michael Landau (#9) / Paul Jackson, Jr. (#6,#8) / 松原正樹 (#3,#8)
- アコースティック・ギター：Dean Parks (#1,#2,#4) / 吉川忠英 (#3,#10)
- パーカッション：Michael Fisher
- トランペット：Jerry Hey、Gary Grant (#6,#10)
- トロンボーン：Lew McCreary (#6,#10)
- フリューゲル・ホルン：数原晋 (#3)
- サキソフォン：Dan Higgins (#6,#10) / Jake H. Concepcion (#1)
- フルート：Dan Higgins (#6,#10)
- ヴァイオリン：Sid Page、Charlie Bisharat、Harris Goldman、Alan Grunfald、Ezra Kliger、Vladimir Polimatidi、Katia Popov、Barbra Porter、Michael Richards、Bob Sanov、Mark Sazer、Eve Sprecher、Ed Stain、Olivia Tsui (#1～#4,#6,#10)
- ヴィオラ：Bob Becker、Matt Funes、Cynthia Morrow、Carole Mukogawa (#1～#4,#6,#10)
- チェロ：Suzie Katayama、Larry Corbett、Steve Richards、Dan Smith (#1～#4,#6,#10)
- コーラス：松任谷由実 / 高尾直樹、佐々木久美、国分友里恵 (#1,#4,#6) / 安部恭弘、村田和人、伊豆田洋之 (#5) / 木戸泰弘、比山貴咏史、広谷順子 (#8)
- 喉歌：嵯峨治彦 (#10)
- 聖歌隊：Alvin Taylor、Julie Tillman、Monalise Young、Venette Gioud、Carmen Twillie、Maxine Waters、Carmen Carter、Clydene Jackson Edwards、Jim Gilstrap、Terry Young、Philip Ingram、Oren Waters (#10)